# Azerbajdzsán sportélete
Azerbajdzsán sportélete hosszú történetre tekinthet vissza. Azerbajdzsán nemzeti sportja a szabadfogású birkózás. A legnépszerűbb sportágak még a labdarúgás és a sakk. Azerbajdzsánnak eddig hat olimpiai bajnoka van. A legeredményesebb sportág a birkózás.

## Története
A sport hosszú történetre tekint vissza Azerbajdzsánban. 

## A legnépszerűbb sportágak

### Sakk

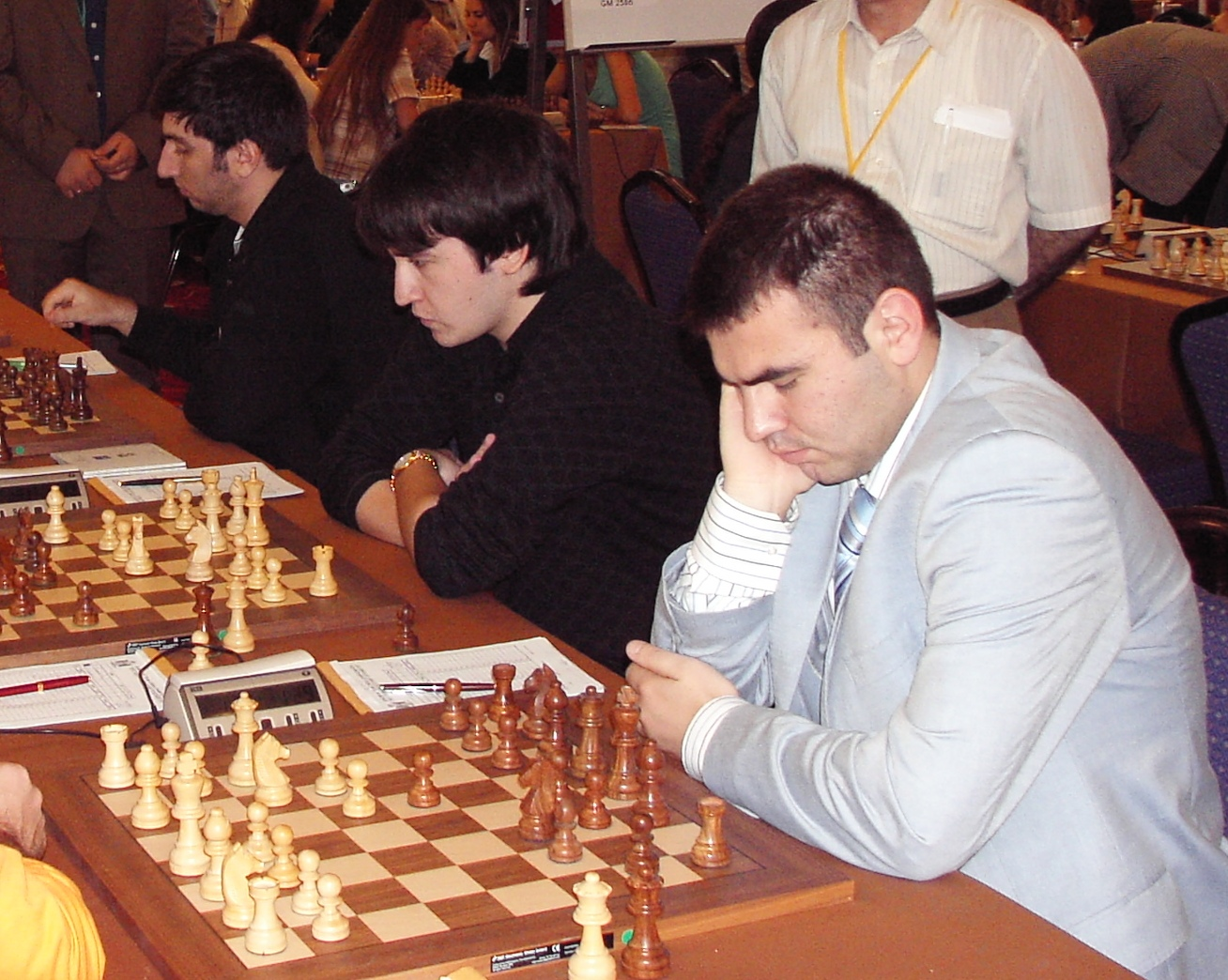
Az azerbajdzsáni férfi sakk-válogatott 2007-ben

A sakkban Azerbajdzsán a Szovjetunió széthullása óta is nagyhatalomnak számít. Ez a sportág az országban ma is kiemelkedően népszerű.

### Röplabda
Az azeri női röplabda-válogatott a világ egyik legjobbja.

### Rögbi

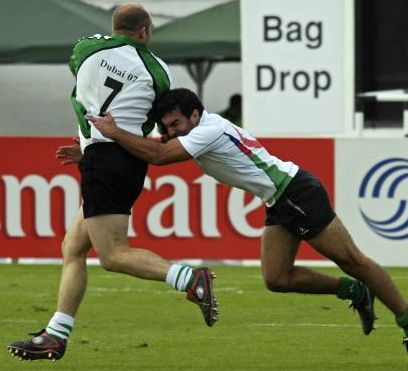
Zahid Sadmaliyev ("Zaza") azrbajdzsáni rögbijátékos

### Labdarúgás

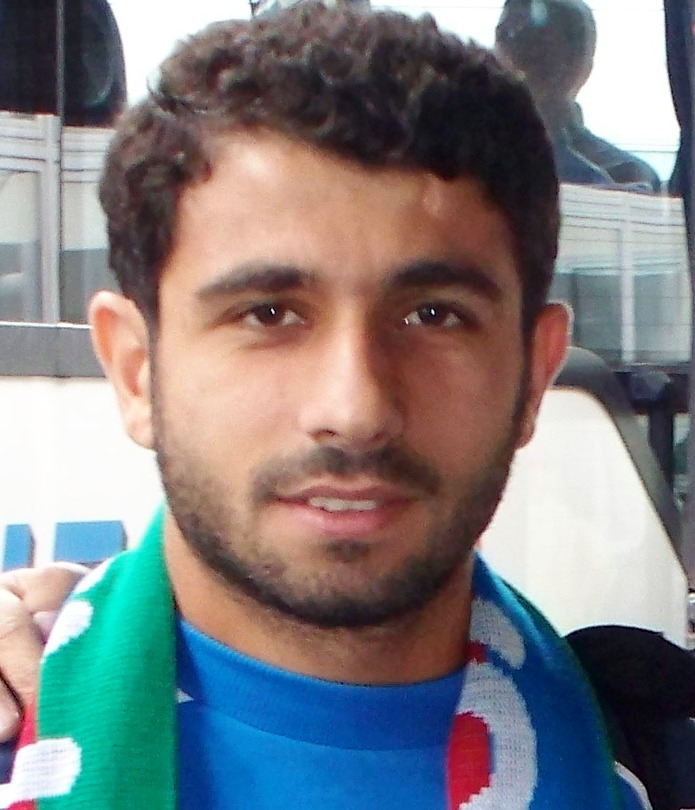
Rashad Sadygov

A legnépszerűbb labdarúgó-csapatok: FK Baku, PFC Neftchi Baku, FK Karabakh és Khazar Lankaran.

#### Futsal
- Azeri futsalválogatott

## Egyéni sportágak

### Ostábla
A ostábla játékot a sportágak közé sorolják.

### Birkózás
Azerbajdzsán nemzeti sportja a szabadfogású birkózás. Az ország legeredményesebb olimpiai sportága a birkózás.

### Küzdősportok
A küzdősportok közül a cselgáncs említésre méltó.

### Torna
A ritmikus gimnasztika a fejlett sportágak közé tartozik az országban.

### Azeri sportolók az olimpiákon
1952 és 1988 között az azeri sportolók a szovjet csapatban szerepeltek, illetve az 1992-es nyári játékokon az Egyesített Csapat részét képezték.
Azerbajdzsán, mint független ország, először 1996-ban vett részt nyári olimpiai játékokon. Sportolói azóta az olimpiai játékok rendszeres résztvevői. Azerbajdzsánnak eddig hat olimpiai bajnoka van. Az azeri sportolók eddig 26 érmet szereztek, a legeredményesebb sportág a birkózás.
Az Azerbajdzsáni Nemzeti Olimpiai Bizottság 1992-ben alakult meg, a NOB 1993-ban vette fel tagjai közé, a bizottság jelenlegi elnöke Ilham Aliyev.

## A leghíresebb sportlétesítmények

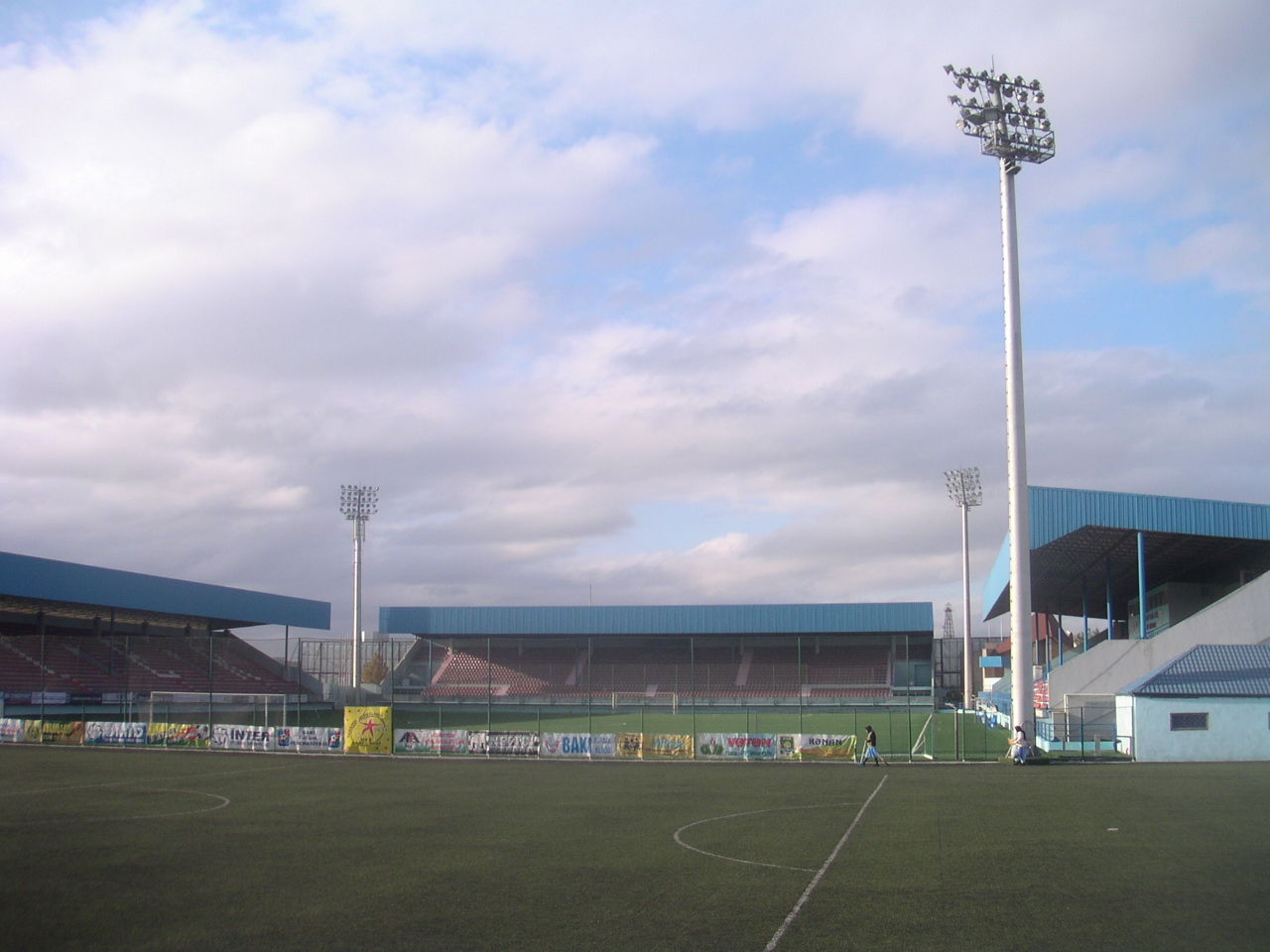
Shafa Stadion, Baku